# De Hemmel
De Hemmel is een heuvel gelegen in de gemeente Hof van Twente in de Nederlandse provincie Overijssel. De top van de stuwwal ligt op ongeveer 31 meter hoogte. De berg is gevormd door opstuwing door gletsjerijs ten tijde van het Saalien. De heuvel, die voor het grootste deel met bos begroeid is, ligt ten zuidoosten van Markelo in de buurtschap Stokkum. Naast de Hemmel ligt zuidwestelijk een andere heuvel, De Hulpe.